# Ionică Minune
Ionică Minune, pe numele real Ene Gheorghe (n. 13 februarie 1959, satul Pietrosu, comuna Costești, județul Buzău), este un acordeonist lăutar român, de etnie romă, foarte cunoscut și apreciat în lumea muzicală lăutărească mondială.    

## Carieră
Provine dintr-o familie numeroasă de lăutari. Bunicul său cânta la țambal și cu vocea, iar cei 11 fii ai acestuia erau toți instrumentiști. Mitică, tatăl artistului, cânta la vioară și cu vocea, iar Aurică, fratele cu 8 ani mai mare decât Ionică, era tot acordeonist. El a cântat pentru prima dată cu acordeonul fratelui său pe când nu avea decât 4 ani. Își amintește că era un tango la modă pe atunci, „Castel Amore”. În urma acestei întâmplări, va începe să cânte la acest instrument sub îndrumare tatălui său. Deși ar fi dorit să-și continue studiile muzicale, după absolvirea celor 8 clase obligatorii începe să cânte la nunți pentru a-și ajuta familia, căci între timp tatăl său murise. Va cânta alături de renumiții Florea Cioacă și Toni Iordache, cel care pe lângă că i-a dat numele de Ionică Minune, l-a dus prima dată în Japonia. La vârsta de 15 ani va cânta la Paris, invitat al unor mari muzicieni, între care Robi Lakatos. Tot în acea perioadă, a fost invitatul lui Bobby Mc Ferrin să cânte împreună la Sala Palatului. La vârsta de 17 ani se stabilește în București, iar la vârsta de 20 de ani devenise unul dintre cei mai cunoscuți interpreți de muzică lăutărească, dar începe să cânte și peste hotare: Franța, Italia, Spania, Germania, Japonia , Malaysia. A cântat și alături de cunoscuți muzicieni precum Oscar Petersen, Michael Petruccianni, Richard Galliano.    
A primit cetățenie franceză și a locuit timp de 16 ani în Franța, apoi a revenit în România și locuiește în comuna Ștefănești unde, împreună cu soția sa, Gabriela Gherorghe, a înființat o școală unde predă copiilor lecții de acordeon. Din repertoriul său amintim: Breaza lui Ionică; Hora de la Pietrosu; Hora lăutarului etc.   

## Pitorești
- Numele de  scenă, de artist (porecla) - Ionică Minune - l-a primit de la renumitul țambalagiu român Toni Iordache cu care a fost bun prieten.
- Pe când era mic copil, a venit în  vizită la Costești Nicolae Ceaușescu, care după prestația tarafului lăutăresc local l-a  luat  în brațe pe Ionică, fiindcă acesta era mezinul tarafului.